# Peter Gabriel
Peter Brian Gabriel (Chobham, Surrey, Anglia, 1950. február 13.) hétszeres Grammy-díjas angol zenész, zeneszerző. 2014-ben beiktatták a Rock and Roll Hall of Fame-be.
Mint a progresszív rock zenét játszó Genesis együttes énekese, fuvolistája és ütőhangszerese vált ismertté, majd sikeres szólókarrierbe kezdett, mostanában mint világzenei felvételek kiadója és támogatója, valamint a zene digitális terjesztési módszereinek úttörő használója került a figyelem középpontjába. Ezen felül részt vesz különféle humanitárius tevékenységekben.

## Genesis
Gabriel a Genesist 1967-ben, a Charterhouse School diákjaként alapította társaival: Tony Banks-szel, Anthony Phillips-szel, Mike Rutherforddal, és a dobos Chris Stewarttal. A zenekar nevét egy Charterhouse School-i öregdiák, a popzenei impresszárió, Jonathan King javasolta, aki első albumuk, a From Genesis to Revelation producere volt.
Gabriel énekesi stílusára a soul zene kedvelőjeként különböző források voltak hatással, leginkább Nina Simone, Gary Brooker a Procol Harum-ból és Cat Stevens. Stevens Mona Bone Jakon című 1970-ben megjelent lemezén játszott is fuvolán.
A Genesis hamar az egyik leggyakrabban említett zenekarrá vált az Egyesült Királyságban és végül Olaszországban, Belgiumban, Németországban és más európai országokban, főleg Gabriel színpompás színpadi előadásainak köszönhetően, ami magában foglalt számos bizarr jelmezcserét és a dalok bevezetőjeként elmondott komikus, álomszerű történeteket. Koncertjeiken a legyengített vagy kikapcsolt normál színpadi világítás mellett gyakran használtak ultraibolya fényt. A zenekar mögötti fluoreszkáló fehér lepel és a viszonylag ritka színpad egy sziluett-szerű díszletbe helyezte a zenekart, melyben Gabriel fluoreszkáló jelmeze és sminkje volt az egyetlen fényforrás.

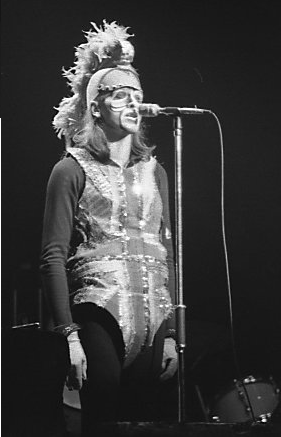
Peter Gabriel, mint Britannia (1974)

Gabriel számos híres jelmeze között (amiket részben azért talált ki, hogy úrrá legyen színpadi félelmén) található a "Virág" (a "Supper's Ready"-ben viselte, Foxtrot), "Magog" (szintén a "Supper's Ready"-ben, Foxtrot), "Britannia" ("Dancing With The Moonlit Knight", Selling England by the Pound), "Az Öregember" ("The Musical Box", Nursery Cryme), "Rael" (a The Lamb Lies Down on Broadway előadásának nagy részében ezt viselte), és a "The Slipperman" ("The Colony of Slippermen", The Lamb Lies Down on Broadway).
A Trespass albumon található "The Knife" egy közkedvelt koncertszám volt, aminek előadása közben Gabriel egy olyan mutatvánnyal szórakoztatta a közönséget, ami két évtizeddel később a hard rock és a heavy metal koncertek kelléke lett: ez a stage diving. Egy alkalommal lábát is törte, mikor a tömegbe ugrott – sikerült visszamásznia a színpadra és befejeznie az előadást. Néha szólóelőadásai alatt háttal beledőlt a tömegbe (ahogy a PoV koncertfilmben a "Lay Your Hands On Me" előadása közben) és hagyta, hogy a tömeg körbeadja, de idősebb korára befejezte a tömegen való szörfölést.
A háttérénekesek szerepét Gabriel mögött általában a basszusgitáros/gitáros Mike Rutherford, a billentyűs/gitáros Tony Banks, és (a legkiemelkedőbben) a dobos Phil Collins töltötte be, aki végül is a Genesis szólóénekese lett, miután Gabriel 1975-ben elhagyta a zenekart.
Gabriel távozása a zenekarból (ami megdöbbentette a zenekar rajongóit és sok kommentátort kíváncsivá tett, hogy túlélheti-e a Genesis) több tényező végeredménye volt. A zenekar szólóénekeseként, és különleges színpadi előadásaival magára vont külön figyelem feszültségekhez vezetett a zenekaron belül. A Genesis többé-kevésbé mindig csapatként működött, és Gabriel növekvő népszerűsége azt a félelmet keltette a zenekar többi tagjában, hogy Gabrielre mint a csapat kreatív tengelyére fog tekinteni a közönség. A feszültség fokozódott a The Lamb Lies Down on Broadway konceptalbum készítése és koncertturnéja miatt. A The Lamb Lies Down on Broadway készítése és felvételei alatt Gabrielt megkörnyékezte a rendező William Friedkin, állítólag azért, mert érdekesnek találta Gabriel novelláját a Genesis Live lemez fülszövegében. Gabrielnek volt egy közös filmes projektje Friedkinel, ami szintén hozzájárult a döntéséhez, hogy elhagyja a Genesist. A zenekarból való kilépést már a The Lamb Lies Down on Broadway megjelenését követő turné kezdete előtt eldöntötte, de a turné befejezéséig a zenekarral maradt.
A töréspontot felesége nehéz terhessége és Gabriel első gyermekének, Annának születése hozta el. Mikor úgy döntött, hogy beteg lányával és feleségével marad a turnék és a lemezfelvételek helyett, a zenekar többi tagjától érkező neheztelés miatt arra a következtetésre jutott, hogy távoznia kell. Erről a döntésről a "Solsbury Hill"-ben énekel.

## Szólókarrier
Gabriel visszautasította, hogy első négy szólóalbumának címet adjon (mindegyik borítón a Peter Gabriel felirat szerepel, ugyanazzal a betűtípussal, de különböző borítóképpel) mivel úgy akart tekinteni rájuk, mint egy újság egymás utáni számaira, különálló munkák helyett. Ezeket a lemezeket általában a megjelenések sorrendje szerinti számozással vagy a borítóképpel különböztetik meg, így az I., II., és III.-ra utal a Car, Scratch és a Melt "cím". A negyedik szólóalbum amit „Peter Gabriel”-nek hívnak az Egyesült Királyságban-ban, a Security címet kapta az USA-ban a Geffen Records utasítására. Mióta beleegyezett a megkülönböztető címek használatába, a lehető legrövidebb szavakat használja: So, Us, és Up. Még a legutóbbi válogatás-lemeze címe is egyszerűen Hit.

### A "cím nélküli" korszak
Gabriel első szólóalbumát 1976–77 között rögzítette Bob Ezrin producer közreműködésével, a lemez címe egyszerűen Peter Gabriel. Első szólósikerét a Solsbury Hill kislemeze hozta meg, egy önéletrajzi ihletésű dal, melyben a Genesisből való kiválásáról vall. Ebben így énekel: "My friends would think I was a nut…" (A barátaim azt gondolnák hülye vagyok…), célozva arra, hogy a döntés egy önkutatási és elmélkedési folyamat kezdete volt, mialatt káposztát termesztett, hosszú órákat zongorázott, jóga és biofeedback gyakorlatokat végzett, valamint a családjával töltötte az idejét. Noha nagyjából meg volt elégedve az albummal, Peter Gabriel úgy érezte, hogy a "Here Comes the Flood" nem tökéletes. A dal egy jóval egyszerűbb előadása található Robert Fripp Exposure című lemezén, és Gabriel greatest hits lemezén, a Shaking the Tree-n (1990).
Gabriel 1978-ban a gitáros Robert Frippel (King Crimson) mint producerrel dolgozott második szólóalbumán. A lemez sötétebb és kísérletezőbb, mint az előző, sok nagyszerű felvétel található rajta, de igazi sláger nincs köztük.

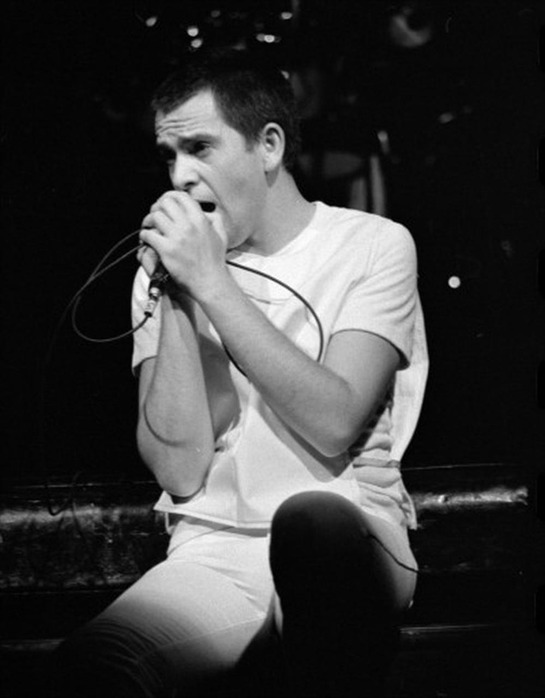
Peter Gabriel 1978-ban

Gabriel harmadik, 1980-ban megjelent albuma Steve Lillywhite-tal közösen készült, aki a U2 korai albumainak producere volt. A lemez slágereiben ("Games Without Frontiers", "Biko") észrevehető Gabriel feltámadó érdeklődése a világzene felé (különösen az ütősök tekintetében), illetve a felvételi trükkök és hangeffektek széles körű alkalmazása. Általában Gabriel harmadik albumát nevezik meg az első olyan lemeznek, ahol a "gated drum" hangzás szerepel, melyet a hangmérnök Hugh Padgham, és Gabriel korábbi Genesis-beli társa, Phil Collins talált ki. Collins több számban is játszik a lemezen, például a nyitó "Intruder"-ben, melynek sajátossága a "reverse-gated", cintányér-mentes dobhangzás, melyet Collins saját "In the Air Tonight" című számában tett híressé. Gabriel a lemez felvételei során arra kérte dobosait, hogy ne használjanak cineket, és mikor meghallotta az eredményt Collinstól és Padghamtől, felkérte Collinst, hogy játsszon egy egyszerű mintát néhány percig, majd erre építette fel az "Intruder"-t.
A segéd-producer/mérnök David Lorddal ősi angliai birtokán készült felvételi időszakok eredménye negyedik nagylemeze (a fent említett Security), mellyel Gabriel nagy felelősséget vállalt. Ez az első lemezek között volt, melyet teljes egészében digitális szalagra rögzítettek (egy Sony mobile truck-ot használva), és szerepeltette rajta a korai, rendkívül drága Fairlight CMI mintavevő számítógépet. Gabriel kombinált egy halom "mintavételes" és "újrakonstruált" hangot világzenei ütősökkel, és más szokatlan hangszereléssel, hogy létrehozzon egy radikálisan új, érzelmileg töltött hangzásvilágot. Ráadásul a lemezborító rejtélyes video-alapú képeket tartalmazott. Dacára a lemez különleges hangzásának, szokatlan külsejének, és a sokszor zavarba ejtő témáknak, jól fogyott és lett egy slágere, a "Shock the Monkey", mely korszakalkotó zenei videóvá vált.
Gabriel mindegyik albumával sokat turnézott, folytatva a drámai előadásokat, melyeket még a Genesisben kezdett el, gyakran használva bonyolult színpadi technikákat, akrobatikus mutatványokat egy állványra függesztve, eltorzítva az arcát Fresnel lencsékkel és tükrökkel, szokatlan sminket viselve. Egy turnén a teljes zenekar leborotválta a haját. Az 1982–83-as turnénak volt egy közös része David Bowie-val. A közönség és a kritikusok véleménye szerint Gabriel (főleg gondosan kidolgozott sminkje miatt) elhomályosította Bowie-t, aki akkor népszerűsége csúcsán volt. Ennek a turnénak a felvételei a Plays Live című dupla LP-n jelentek meg. A színpad és a következő So című lemez – mely majdnem három évig készült – meghozta Gabrielnek a kritikai és a kereskedelmi áttörést is. A So felvételei alatt arra is volt ideje, hogy Alan Parker 1984-es Madárka című filmjének zenéjét is elkészítse, ami ugyanúgy tartalmazott új felvételeket, mint újrakevert instrumentális darabokat előző lemezeiről.

### A slágerek évei: So, Passion, Us és Up
Habár voltak kritikai és kereskedelmi sikerei szólókarrierjének (például a "Games Without Frontiers" a harmadik, vagy a "Shock the Monkey" a negyedik lemezéről) legnagyobb népszerűségét az 1986-os So dalaival érte el. Kiemelkedő az albumon a "Sledgehammer" – ami #1 volt az USA-ban, letaszítva a Genesis Invisible Touch című dalát a csúcsról, a Big Time, a Kate Bush-sal előadott könnyfakasztó ballada, a Don't Give Up, ami a munkanélküliség pusztító hatásairól szól, és az In Your Eyes című szerelmes dal.
A "Sledgehammer"-t egy megdöbbentő képi világú zenei videó kísérte, mely Stephen R. Johnsonnal az Aardman Animations-től, és a Brothers Quay-jel való együttműködés eredménye. A videó számtalan díjat nyert az 1987-es MTV Video Music Awards-on, és új irányt mutatott a zenei videók iparában. A következő videó, a Big Time szintén újat hozott a zenei videókba az animáció és a különleges effektek terén.

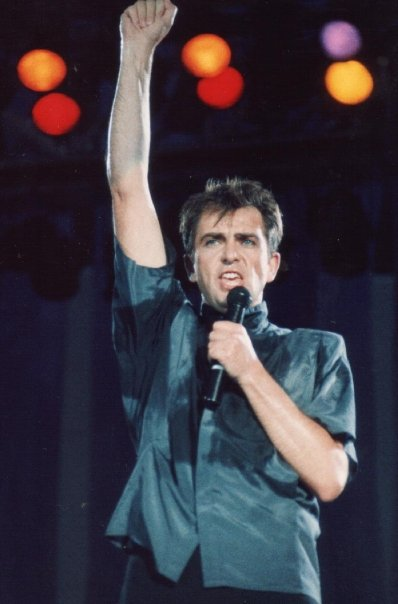
Peter Gabriel a Conspiracy of Hope turnén, 1986

Gabriel ebben az időben kiemelkedő szerepet játszott az Amnesty International támogatásában, fellépve 1986-ban a U.S.A Conspiracy of Hope Tour-on és az 1988-as világméretű Human Rights Now! Tour-on.
1989-ben megjelentette a Passiont, a Martin Scorsese Jézus utolsó megkísértése (The Last Temptation of Christ) című filmjéhez készült filmzenei albumot. Az album sok tekintetben világzenei munkájának tetőpontja. Ezzel a munkájával Gabriel átvehette első Grammy-díját, a Best New Age Performance kategóriában. Ezenkívül a Golden Globe-on jelölték a Best Original Score – Motion Picture kategóriában.
Ezt követően Gabriel rögzítette az Us-t 1992-ben, egy lemezt, melyben korábbi személyes problémáinak fájdalmát kutatja; kudarcba fulladt első házasságát, kapcsolatát Rosanna Arquette színésznővel és az egyre növekvő távolságot közte és első lánya között.
Gabriel önelemzése látható az első kislemezen a Digging in the Dirt-ön, ami egy metafora, melyben Gabriel bemutatja a folyamatot, ahogy megpróbálja előásni magából azokat a dolgokat, melyek a problémáit okozták. Gabriel küzdelmét, amivel el akart jutni a lányához, a Come Talk To Me-ben mutatja be, melynek háttérvokálját Sinéad O’Connor énekli. Sinéad O’Connor a Blood of Eden-ben is énekel, ami a lemez harmadik kislemeze lett. A végeredmény Gabriel legszemélyesebb albuma lett, bár kevésbé volt sikeres, mint a So – a #2 helyet érte el az Atlanti-óceán mindkét partján, mérsékelt hatást gyakoroltak a slágerlistákra a Digging in the Dirt és a funkys Steam – ami a hat évvel azelőtti Sledgehammer emlékét idézi fel – kislemezei. A lemez megjelenését egy mérhetetlenül sikeres világméretű koncertsorozat követte, melynek felvételei 1994-ben Secret World Live címen egy dupla CD-n és DVD-n is megjelentek.
Gabriel további három Grammy díjat nyert, mindegyiket a zenei videók kategóriában. 1992-ben a Digging in the Dirt, majd 1993-ban a Steam videójával megnyerte a Best Music Video – Short Form Grammyt. 1995-ben a Secret World Live megnyerte a Best Music Video – Long Form Grammy díjat.
Egy jelentősebb szünet után, mialatt egyéb dolgokkal foglalkozott, Gabriel megjelentette a 2000. évi londoni Millennium Dome Show-hoz készült zenéjét, az OVO-t, és 2002 elején az ausztrál Rabbit-Proof Fence című filmhez készült Long Walk Home lemezt. A lemez Golden Globe jelölést kapott a Best Original Score – Motion Picture kategóriában.
2002 szeptemberében jelent meg az Up, ami 10 év után az első lemeze. A lemezen visszatért munkásságának 70-es 80-as évekbeli kevéssé populáris, sötétebb témáihoz. Az album megmutatja, hogy Gabriel megtartotta szabadságát a dalok felépítésének tipikus követelményeivel szemben: eltekintve a záró The Drop című zongoradarabtól, az Up-on minden szám hosszabb hat percnél, soknak határozott zenei tételei vannak, terjedelmes dinamikával hangban és témában. A három kislemez nem gyakorolt komoly hatást a slágerlistákra, de a lemez világméretekben jól fogyott, bizonyítva, hogy Gabriel még mindig fontos előadó és a zeneiparban eltöltött harminc év után is van kereskedelmi ereje.

### Zenészek és munkatársak/közreműködők
Noha a lemezeinek megjelenése közötti szünetek egyre hosszabbak lettek (A So és az Us között hat, az Us és az Up között tíz év telt el), Gabriel a zenészek és a hangmérnökök egy viszonylag stabil csapatával dolgozott. A basszusgitáros és Stick játékos Tony Levin 1976 óta Gabriel minden lemezén és turnéján részt vesz, csakúgy mint 1979 óta a gitáros David Rhodes. Gabrielre jellemző, hogy nagyágyúkkal szokott együttműködni. Segéd-producerei voltak Ezrin, Fripp, Lillywhite, és Lanois, míg zenészei L. Shankar, Trent Reznor, Youssou N'Dour, Larry Fast, Nusrat Fateh Ali Khan, Sinéad O'Connor, Kate Bush, Paula Cole, Papa Wemba, Manu Katché és Stewart Copeland.
Az évek alatt Gabriel több alkalommal dolgozott együtt Kate Bush-sal. Bush volt 1980-ban a Games Without Frontiers és a No Self Control háttérénekese, és a Don't Give Up (Top 10 sláger a UK-ban) énekese 1986-ban, és Gabriel szerepelt a tévéműsorában.
Ezenfelül együttműködött Laurie Andersonnal Excellent Birds című szerzeményének két verziójában – az egyik a Mister Heartbreak című lemezen található, míg egy kissé különböző verzió This is the Picture (Excellent Birds) címen a So lemez és CD kiadásán szerepel. Anderson emlékszik egy esetre, ami 1987-ben történt, mikor egy felvétel a késő éjszakába nyúlt és Gabriel hangja kezdett furcsán álomszerűvé válni. Észrevették, hogy elaludt a mikrofon előtt, de álmában is folytatta az éneklést.
1998-ban Gabriel szerepelt a Babe: Pig in the City című film zenéjében, nem mint zeneszerző, hanem mint a Randy Newman által írt That'll Do című szám énekese. A dalt Oscar-díjra jelölték és Gabriel és Newman előadták azt a következő Oscar-díj átadón. Sokan, akik látták az adást, nem ismerték fel, mivel a haja megőszült és megritkult a sok évvel azelőtti koncertek óta.
Gabriel közreműködött még Robbie Robertson lemezén, társszerzője két Tom Robinson dalnak, és szerepelt Joni Mitchell 1998-as Chalk Mark in a Rainstorm című lemezének My Secret Place dalában.

## Diszkográfia
- Peter Gabriel (1) (1977)
- Peter Gabriel (2) (1978)
- Peter Gabriel (3) (1980)
- Peter Gabriel 4 (1982)
- Plays Live (1983)
- Birdy (1985)
- So (1986)
- Passion (1989)
- Shaking the Tree (1990)
- Us (1992)
- Secret World Live (1994)
- OVO (2000)
- Long Walk Home (2002)
- Up (2002)
- Hit (2003)
- Scratch My Back (2010)
- New Blood (2011)
- i/o (2023)